# Pessac
Pessac is een gemeente in het Franse departement Gironde (regio Nouvelle-Aquitaine). De plaats maakt deel uit van het gemeentelijk samenwerkingsverband Bordeaux Métropole en het arrondissement Bordeaux. De gemeente telde 66.874 inwoners op 1 januari 2022.

## Geschiedenis
De Romeinen introduceerden de wijnbouw in de streek. Op het grondgebied van de gemeente lagen Gallo-Romeinse villa's. Pessac werd voor het eerst genoemd in de 7e eeuw. De kerk Saint-Martin werd gebouwd in de 11e eeuw op de ruïnes van een Gallo-Romeinse villa.
In de 19e eeuw was het landelijke Pessac een recreatiegebied voor de rijke inwoners van Bordeaux. Aan het einde van de eeuw werd er een casino gebouwd met errond een villawijk. Het casino werd in 1903 verwoest in een brand. De gemeente verstedelijkte en na de Tweede Wereldoorlog volgden woningbouwprojecten zoals de Cité des Castors (1948-1952, wijk gebouwd door de bewoners zelf) en de Tours de Saige (jaren 1960) om de woningnood te lenigen.

## Geografie
De oppervlakte van Pessac bedroeg op 1 januari 2022 38,82 vierkante kilometer; de bevolkingsdichtheid was toen 1.722,7 inwoners per km².
De onderstaande kaart toont de ligging van Pessac met de belangrijkste infrastructuur en aangrenzende gemeenten.

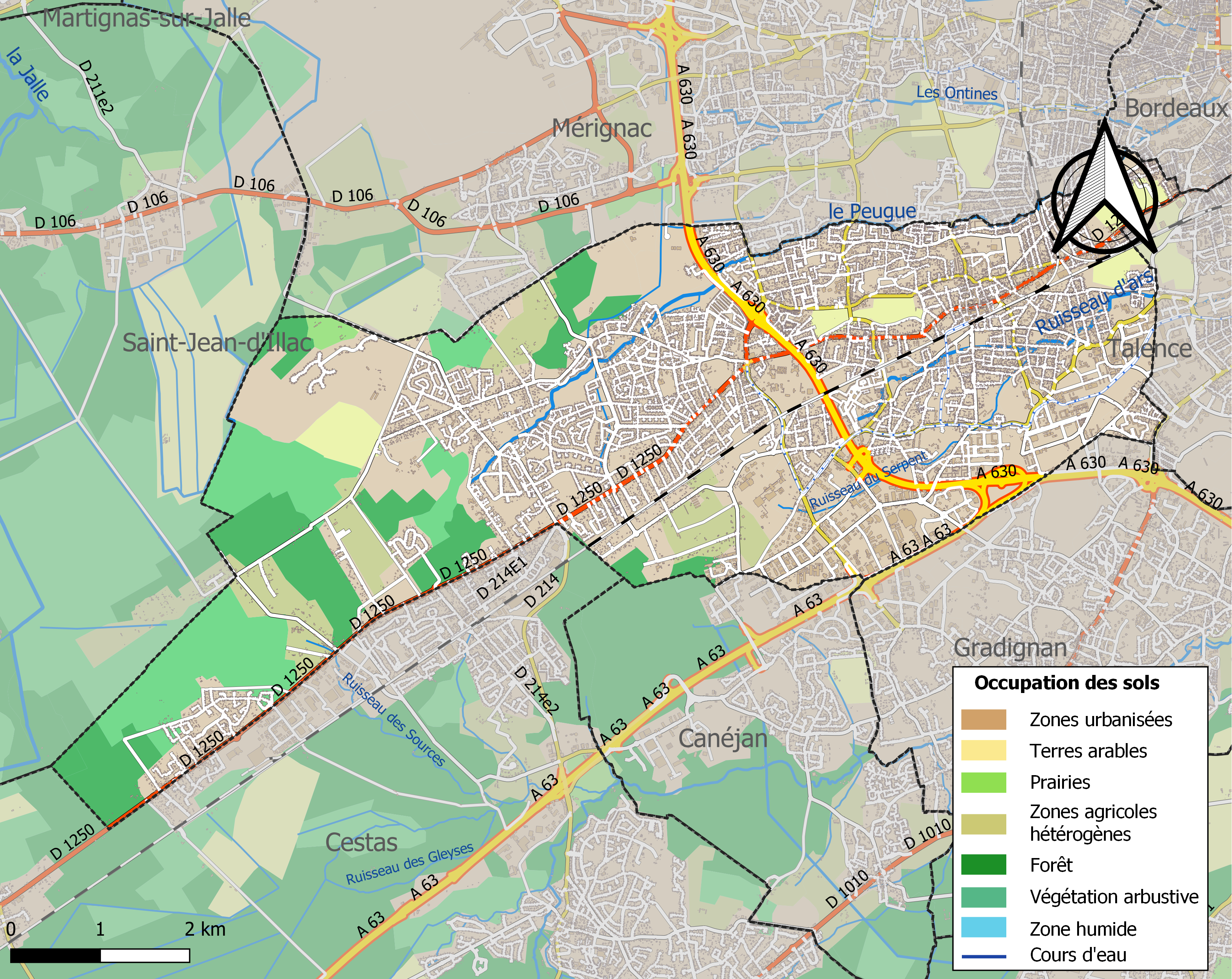

## Verkeer en vervoer
In de gemeente liggen de spoorwegstations Alouette-France en Pessac.
De autosnelwegen A63 en A630 kruisen in Pessac.

## Demografie
Onderstaande figuur toont het verloop van het inwonertal (bron: INSEE-tellingen).

## Bezienswaardigheden
De modernistische Cité Frugès - Le Corbusier is opgenomen op de werelderfgoedlijst van UNESCO.
In de gemeente liggen verschillende wijndomeinen met kastelen.

Het Historial Raphaël Saint-Orens is een streekmuseum.

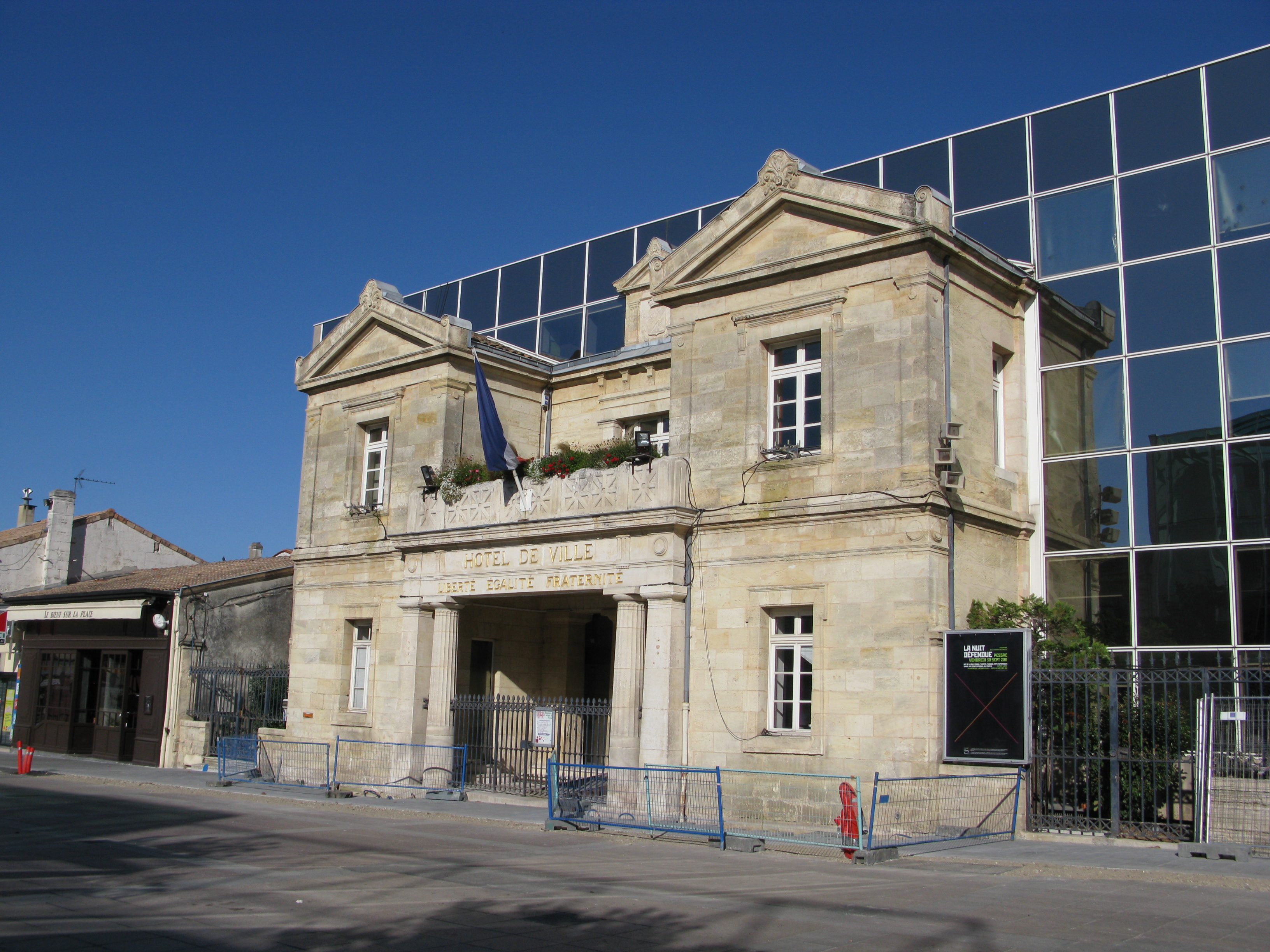
Gemeentehuis
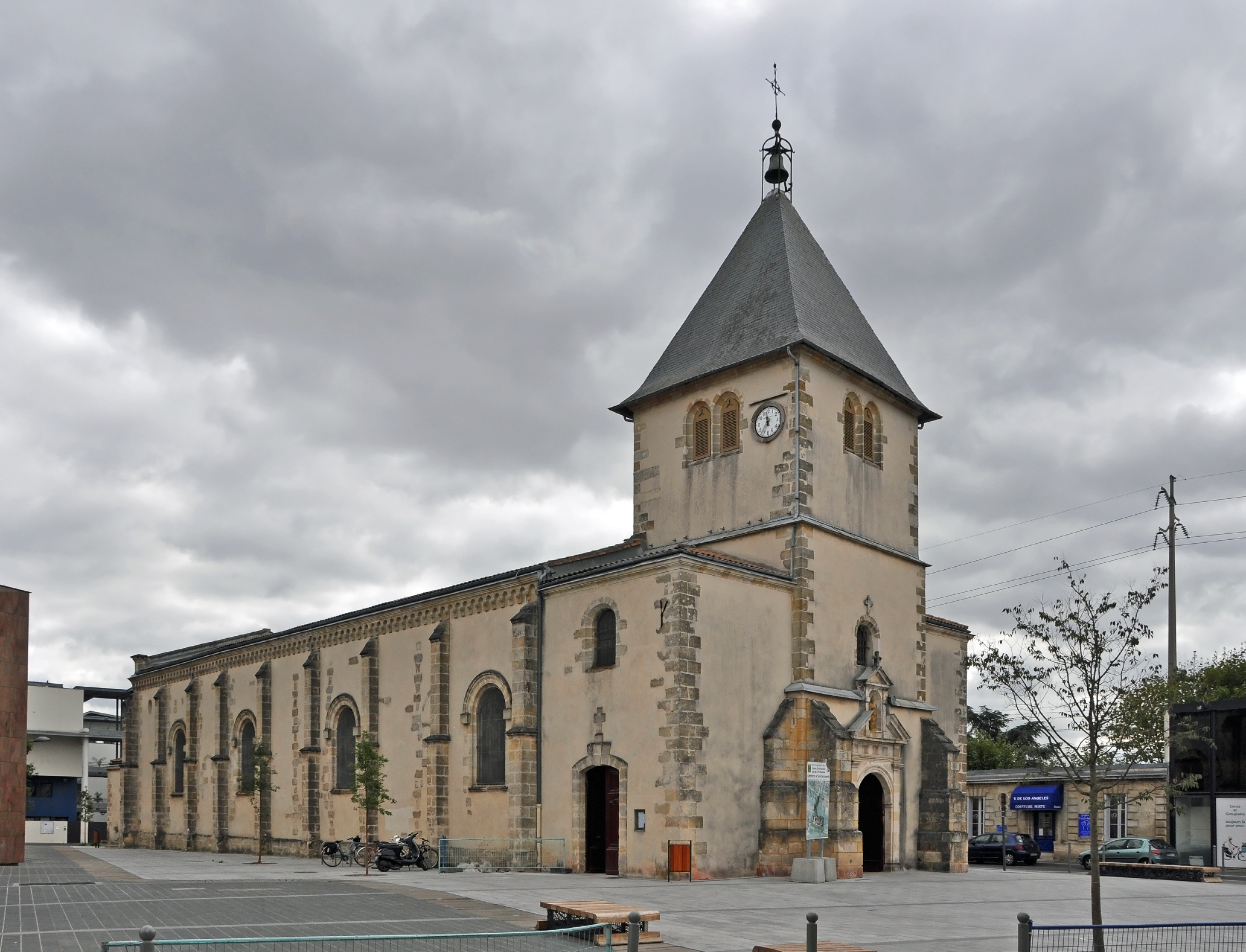
Église Saint-Martin
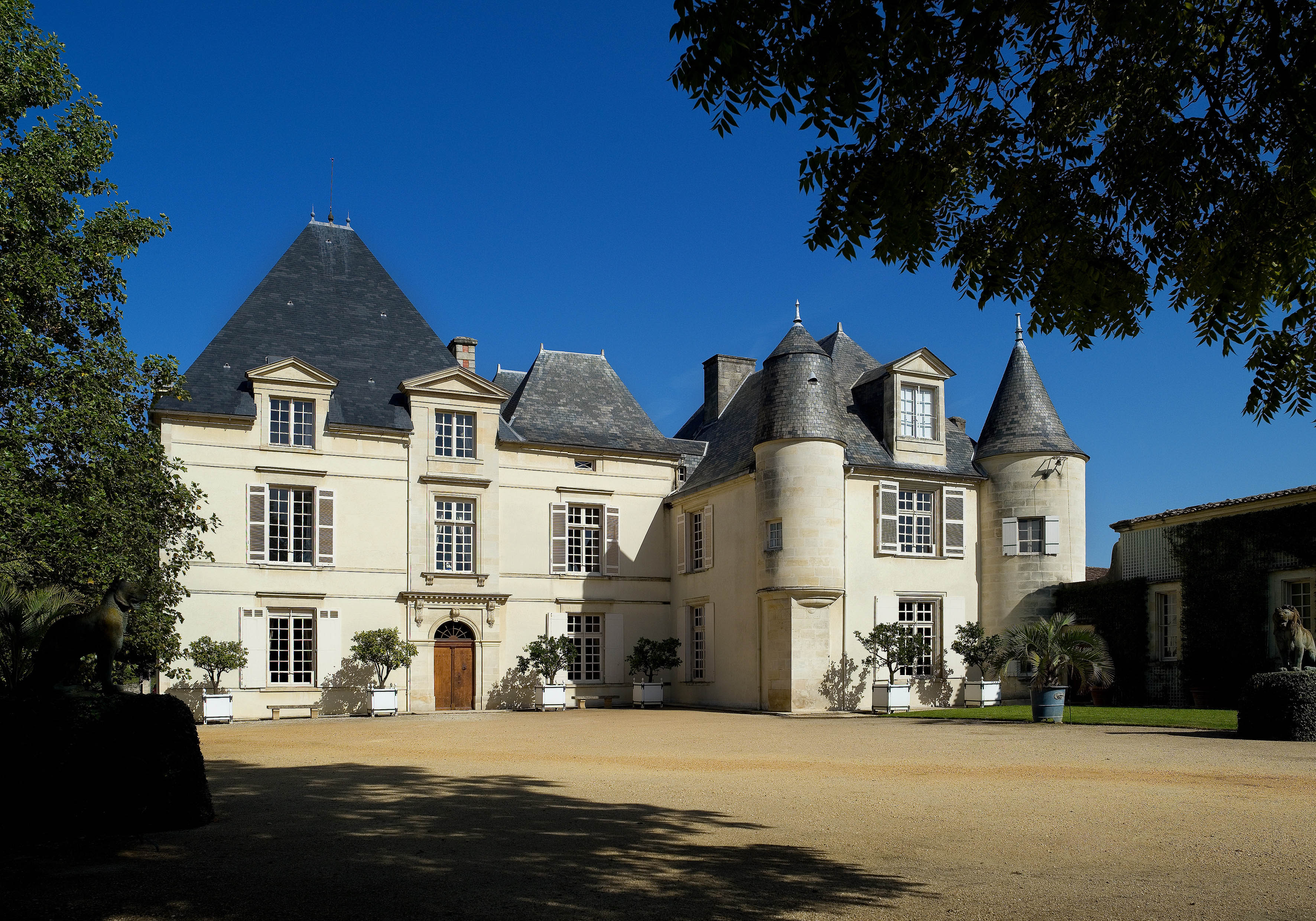
Château Haut-Brion
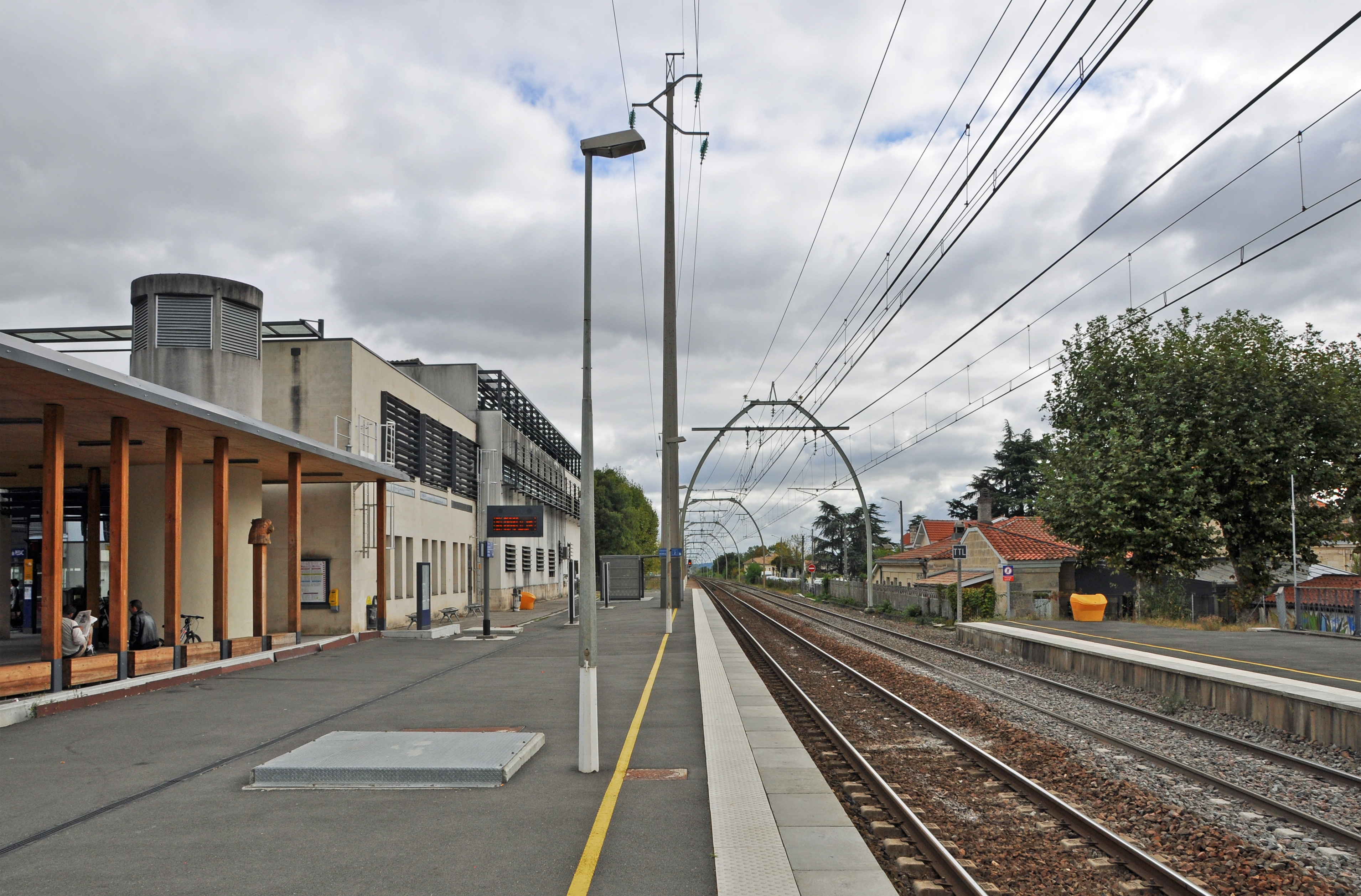
Station Pessac

## Geboren in Pessac
- Yvette Roudy (1929), politica
- Jean-Jacques Sempé (1932-2022), humoristisch tekenaar (Le Petit Nicolas)
- Jean Eustache (1938-1981), filmregisseur
- Violette Huck (1988), tennisspeelster
- Robin Maulun (1996), voetballer